# Павловський Віталій Андрійович
Віта́лій Андрі́йович Павло́вський (10 червня 1938, Новоселівка — 1 квітня 2025, Київ) — український науковець, кандидат технічних наук; поет, член Національної спілки письменників України. Лауреат премії ім. В. Сосюри Донецького обласного фонду культури.

## Біографія
Віталій Андрійович Павловський народився 10 червня 1938 року в селі Новоселівка Петропавлівського району Дніпропетровської області у сім'ї службовців. Батько — агроном, мати — вчителька.
Закінчив середню школу в місті Кривий Ріг, а у 1951 р. — Новочеркаський політехнічний інститут. Три роки працював на Уралі за фахом; енергетиком ліспромгоспу та на електростанції — на посаді інженера-електрика.
З 1964 року працював у Донецькому державному технічному університеті. Кандидат технічних наук, доцент кафедри «Електричні станції». Викладав дисципліни: «Режими роботи та експлуатація електричних станцій», «Електрична частина електростанцій і підстанцій». Автор понад 50 наукових праць.
Помер 1 квітня 2025 року.

## Наукові публікації
- Медведев Б. И.,Павловский В. А. Расчет вентиляционных сетей шахт.-Киев, Техніка, 1977.
- Павловский В. А., Почтаренко Н. С. Расчет на ЭВМ режимов проветривания шахт вентиляционных сетей при пожарах.-Разработка месторождений полезных ископаемых, выпуск 53, Киев, Техніка 1979.
- Павловский В. А., Сулковский Ю. А. Критерии плоскости графа шахтной вентиляционной сети. Разработка месторождений полезных ископаемых, выпуск 55, Киев, Техніка 1980.
- Сивокобыленко В. Ф., Филь М. И., Павловский В. А., Левшов А. В. Система каскадного самозапуска синхронных турбодвигателей СТД-12500 на магистральных газопроводах. -Промышленная энергетика, N4, 1989.
- Сивокобыленко В. Ф., Павловский В. А., Никифоров П. Р. Влияние режимов КС на самозапуск ЭГПА. Газовая промышленность, N1, 1991.

## Творча діяльність
Друкувався в журналах: «Київ», «Донбас», «Кур'єр Кривбасу», «Бористен (часопис)». Вірші свої друкує з 1960 р. в обласних та республіканських газетах. Автор п'яти збірок поезій:
- «Три дороги» (1995)
- «Козацьке коло» (1996)
- «Зоря на склі»(1997)
- «Станція надії — Межова» (1999)
- «Божа пташка» (2000).
- «В години прозрінь» — Східний видавничий дім — Донецьк (2002)